# Cortes de Guimarães de 1401
As Cortes de Guimarães de 1401 ocorreram em Guimarães. Nestas, o concelho de Coimbra, por intermédio dos procuradores Afonso Caldeira e João Vasques, apresentou vários artigos, a que o monarca respondeu por cartas. Entre os artigos merecem especial referência: os corregedores, que se encontravam nos lugares onde havia correição, tinham o costume de fazer pelouros sem terem em conta a opinião do procurador, dos vereadores e homens-bons do concelho, o que levou a um protesto dos povos, que não reconheciam esse direito aos corregedores; havia ainda o problema dos oficiais que levavam maiores salários do que lhes competia.
Os povos recordam ao monarca que este já ordenara que os seus advogados, procuradores, tabeliães, contadores de custas, porteiros e outros oficiais semelhantes não levassem pelas escrituras, processos e traslados mais do que 15 libras. Sucedia porém que muitos oficiais exigiam uma retribuição superior, chegando ao abuso de pedir 20 e 30 libras por uma libra antiga. O monarca atende à reclamação e ordena que os infractores sejam castigados com as penas contidas nos respectivos artigos.
Um artigo sobre os sacadores e contadores que não guardavam os privilégios das viúvas dos vassalos. O monarca, por intermédio do chanceler-mor Álvaro Gonçalves, respondeu a estes artigos em 1401. Os protestos do terceiro estado eram justificados e o monarca procurou satisfazê-los, de uma maneira geral.